# Gottlob, Timiș
Gottlob (germană Gottlob, în trad. "Laudă lui Dumnezeu", maghiară Kisősz) este satul de reședință al comunei cu același nume din județul Timiș, Banat, România.

## Istoric
Satul a fost întemeiat în 1770-71 de niște coloniști germani. În memoriile sale, Eugénie Odescalchi a consemnat anecdota că, atunci când membrii primului grup de germani au ajuns la granița viitoarei așezări după o călătorie obositoare, au exclamat cu bucurie „Gottlob!” adică „Slavă Domnului!”, de unde și numele așezării.
Istoricul maghiar Samu Borovszky scrie despre așezare în lucrarea sa intitulată Magyarország vármegyéi és városai. Torontál vármegye (Comitatele și orașele Ungariei. Comitatul Torontal):
„Kisősz, un sat mare de-a lungul liniei de cale ferată Kikinda-Arad. ... Acest loc a fost întemeiat în 1770-71 de către Hildebrand, un consilier din Timișoara, cu niște germani, pentru care au fost construite 203 de case. Numele localității nou formate a fost Gottlob. În 1771 a fost creată deja o școală. Localitatea a fost cumpărată în 1781 de baronul general Antal Lipthay, după care fiul său, baronul Frigyes Lipthay, a devenit proprietarul satului. În 1836 și 1873, holera a devastat locuitorii. Pentru a comemora sfârșitul epidemiei din 1836, locuitorii au ridicat o coloană de imagine sacră, care a fost renovată în 1911. Biserica Romano-Catolică a fost reconstruită în 1866-67.”